# Székely György (színháztörténész)
Székely György (Budapest, 1918. november 4. – Budapest, 2012. szeptember 20.) magyar színháztörténész, dramaturg, műfordító, színházigazgató, színházrendező, érdemes művész.

## Életpályája
Édesapja Székely István (1881–1970) református lelkész, édesanyja Hlatky Ida énektanár volt. 1940-ben diplomázott a Pázmány Péter Tudományegyetem angol filológia szakán, majd 1941-ben angol-német szakos középiskolai tanár oklevelet szerzett. 1967-ben az irodalomtudományok kandidátusa lett, majd 1989-ben az irodalomtudományok doktora.
1941-1943 között a Nemzeti Színház lektor-dramaturgja volt. 1943-1945 és 1947-1948 között a Pécsi Nemzeti Színház igazgatójaként dolgozott. 1945-1946 között a Magyar Színház, 1949-1952 között a szolnoki Szigligeti Színház, 1952-1957 között a Fővárosi Operettszínház főrendezője volt. A Magyar Színházi Intézet alapító tagja, a Jelenkori Osztály osztályvezető tudományos főmunkatársa (1957–1980) és az intézet igazgatóhelyettese volt  (1960–1980). A New York-i Állami Egyetemen a színháztudomány vendégprofesszora volt (1968–1969). 2012-ben hunyt el.

### Családja
1944-től felesége Deák Rózsa, a Vígszínház rendezőasszisztense volt.

## Főbb művei
- Színházelmélet Angliában. 1882–1930. Egy. doktori értek. (A kir. m. Pázmány Péter Tudományegyetem Angol Philológiai Intézetének Kiadványai. 21. Budapest, 1941)
- Peer Gynt a színpadon. – A Nemzeti Színház vendégjátéka Németországban. (A Nemzeti Színház Évkönyve. 1941. Budapest, 1942)
- Az angol bábjátszás története. Ill. Ország Lili és Vajda Júlia. (Bábszínpad. 24. Budapest, 1955)
- A zenés darabok rendezésének néhány kérdése. (A Népművelési Intézet kiadványa. Budapest, 1956)
- Bevezetés a színjátszás történetébe. Egyiptom, India, Kína. – Az európai dráma és színjátszás tizenöt évszázada. (A Népművelési Intézet kiadványa. Budapest, 1958)
- A nyugat-európai dráma és színjátszás a XVIII–XX. századig. Hubay Miklóssal és Szántó Judittal. (Színjátszó akadémia. 11. Bp., 1959)
- Az 1958–1959-es színházi évad néhány kérdéséről. (Társadalmi Szemle, 1959)
- Magyar színházművészet. 1949–1959. Szerk. Staud Géza. A bevezetést írta Sz. Gy., a képeket vál. Pogány Károly. (A Színháztudományi Intézet kiadványa. Budapest, 1960)
- Az európai dráma és színjátszás tizenöt évszázada. (A Népművelési Intézet kiadványa. Bp., 1960)
- Barokk színház. – Az izmusok. (Színházi kalauz. Budapest, 1960; 4. bővített és átdolgozott kiad. 1981)
- Hevesi Sándor: A drámaírás iskolája. A tanulmányokat vál., sajtó alá rend. Staud Géza. Szerk., a kísérő tanulmányt írta Sz. Gy. (Budapest, 1961)
- Zenész színpad – vidám játék. (Színházi tanulmányok. 2. A Színháztudományi Intézet kiadványa. Budapest, 1961)
- A színjátéktípusok kutatásának módszeréről. (Színházi tanulmányok. 6. A Színháztudományi Intézet kiadványa. Budapest, 1961)

- Coriolanus. Szerepelemzés. (A Színháztudományi Intézet Évkönyve. Budapest, 1961)
- Színjátéktípusok leírása és elemzése. (A Színháztudományi Intézet kiadványa. Budapest, 1963)
- Tematikus tárgyszórendszer színházi szakkönyvtár számára. (A Színháztudományi Évkönyve. Budapest, 1963)
- Színjátéktípusok dramaturgiája. Monográfia és kand. értek. is. (Bp., 1965)
- Nemzeti Színház. 1837–1964. Szerk. (Budapest, 1965)
- XVI. századi színjátéktípusok és a shakespeare-i életmű. (Shakespeare-életmű. Budapest, 1965)
- A Vígszínház 75 éve. Monográfia. (Budapest, 1971)
- Angol színházművészet a XVI–XVII. században. Monográfia. (Budapest, 1972)
- Bábuk – árnyak. A bábművészet története. Egy tankönyv. (Budapest, 1972)
- A színház világtörténete. I–II. köt. Főszerk. Hont Ferenc Szerk. Staud Gézával. (Budapest, 1972; 2. bővített és átdolgozott kiad. 1985)
- Die ungarische Dramatik. (Theaterarbeit in Ungarn. Szerk. is. Berlin, 1973)
- Színjáték – dráma. (Minerva nagy képes enciklopédia. II. köt. Budapest, 1974)
- Edward Gordon Craig. Kismonográfia. (Szemtől szemben. Budapest, 1975)
- Az Állami Déryné Színház. 1951–1975. Szerk. Katona Ferenc, a bevezető tanulmányt írta Sz. Gy. (Budapest, 1975)
- A Madách Színház. 1951–1976. Szerk. Alpár Ágnes, a képeket vál. Keleti Éva. A bevezető tanulmányt írta Sz. Gy. Ill. Szinte Gábor. (Budapest, 1976)
- La théatre du peuple. (Nouvelles études hongroises, 1976)
- Az előadó-művészetről. (Színház, 1976)
- Színházesztétika. Egy. tankönyv. (Budapest, 1976; 2. kiad. 1984)
- Ady és a színház művészete. (Tegnapok és holnapok árján. Tanulmányok Adyról. Szerk. Láng József. Budapest, 1977)

- Színházi mi micsoda? Tanulmányok a színházművészet alapjairól. „A színháztörténész mondja” c. rádióműsorának szerkesztett változata. (Szkénetéka. Budapest, 1977)
- A mai magyar dráma szolgálatában. (Palócföld, 1977)
- A színjáték japán világa. (Színház, 1978)
- „Dear Friend Hevesi!” (The Hungarian Theatre Today. Bp., 1983)
- A budapesti Operaház 100 éve. Szerk. (Budapest, 1984)
- A magyar színészet nagy képeskönyve. Szerk., a tanulmányt írta Sz. Gy., az életrajzokat írta Cenner Mihály. A képeket vál. Szilágyi István. (Budapest, 1984; 2. kiad. 1985)
- A „miliőszínpad” megtagadása. (Lukács György irodalomelmélete. A Pécsi Akadémiai Bizottság székházában, 1985. márc. 19-től 21-ig megtartott emlékülés előadásainak anyaga. Szerk. Nemes István. Az MTA PAB kiadványa. Pécs, 1985)
- Vesztes harc a Nemzeti Színházért. Az 1863-as petíció. (Színháztudományi Szemle, 1985)
- A színjáték világa. Egy művészeti ág társadalomtörténetének vázlata. Monográfia és doktori értek. is. (Budapest, 1986)
- Paulay Ede, a Nemzeti Színház „drámai igazgatója”. (Színház, 1986)
- A Nemzeti Színház 150 éve. Szerk. (Budapest, 1987)
- Gondolatok a Nemzeti Színházról. (Színház, 1987)
- Paulay Ede írásaiból. Szerk., a kísérő tanulmányt írta Sz. Gy. A szerepkatalógust összeáll. Enyedi Sándor, a képeket vál. Kincses Károly. (Színháztörténeti Könyvtár. 17. Budapest, 1988)
- Staud Géza. (Irodalomtörténet, 1989)

- A drámaírás viszontagságai. (Nagyvilág, 1989)
- Magyar színháztörténet. I. köt. 1790–1873. Főszerk. Sz. Gy. Szerk. Kerényi Ferenc. (Budapest, 1990)
- Nemzeti kesergő: Hevesi és Craig. – Államosítás: a színe és visszája. – Évforduló tanulságokkal: Csokonai Színház. (Színház, 1990)
- Edward Gordon Craig és Hevesi Sándor levelezése. 1908–1933. Szerk., a leveleket ford. és a kísérő tanulmányt írta Sz. Gy. (Az Országos Színháztörténeti Múzeum és Intézet kiadványa. Budapest, 1991)
- Magyar színházművészeti lexikon. Főszerk. Sz. Gy. (Budapest, 1994)
- Magyar színpadművészet. – Pekáry István Csongor és Tünde tervei. (Magyar Iparművészet, 1994)
- Az átmenet dramaturgiája. (Színháztudományi Szemle, 1996)
- A Tragédia ősbemutatójának problémái. (Színháztudományi Szemle, 1997)
- Szcenikai művészetünk történetének alapkérdései. (In honorem Bécsy Tamás 70. Tanulmányok Bécsy Tamás emlékére. Szerk. Hanus Erzsébet. Zalaegerszeg, 1998)
- Lego-színház. Az előadás szerkesztett változata. (Új Holnap, 1998)
- Doktor Faustus és Kasperl. (Világszínház, 1998)
- Peer Gynt a színpadon. – 1811: „Leár” magyarul. (Theatron, 1999)
- A Csongor és Tünde német előadásai. (Színház, 1994)
- Magyar színháztörténet. II. köt. 1873–1920. Főszerk. Sz. Gy. Szerk. Gajdó Tamás. (Budapest, 2001)
- A ‘Szentivánéji álom’. (Iskolakultúra, 2001)
- Lángözön. Shakespeare kora és kortársai. (Budapest, 2003)
- A Cigány a moszkvai Cigányszínházban. (Szövegkönyv 2005. Tanulmányok Kerényi Ferenc hatvanadik születésnapjára. Szerk. Szilágyi Márton és Völgyesi Orsolya. Bp., 2005)
- Misztériumjátékok a Nemzeti Színházban. 1924–1943. (Irodalomtörténet, 2005)
- Magyar színháztörténet. III. köt. 1920–1949. Főszerk. Bécsy Tamással. Szerk. Gajdó Tamás. (Budapest, 2005)
- A Nyugat és színházművészetünk. (Criticai Lapok, 2008)
- Mozaikok. Hét évtized színháztörténeti írásaiból. 1940–2006. (Színháztudományi Szemle. 39. Az Országos Színháztörténeti Múzeum és Intézet kiadványa. Bp., 2009)
- Ilyennek látta, így írta meg… Vörösmarty Csongor és Tünde színpada. – Csongor úrfi vándorúton. – A rontás költészete. (Criticai Lapok, 2011)
- Egy látványos, okos színjáték: A varázsfuvola. (Színház, 2011)
- Méltatlan támadás Németh Antal ellen. (Színház, 2012)

## Fordításai
- Kleist, Heinrich: A póruljárt bíró. Vígjáték. Ford. Sz. Gy., népi színjátszó színpadra feldolgozta Pándi Lajos, a díszleteket és a jelmezeket tervezte Rimanóczy Yvonne. (Színjátszók Könyvtára. 8. Budapest, 1952)
- Craig, Edward Gordon: Új színház felé. Ford., a bevezető tanulmányt írta. Sz. Gy. Szerk. Sz. Szántó Judit. 8 táblával. (A Színháztudományi Intézet kiadványa. Budapest, 1963)
- Gammond, Peter: Opera. Képes enciklopédia. Ford. (Budapest, 1997).

## Elismertségei
- Az MTA Színház- és Filmtudományi Bizottságának elnöke (1990–1997), tagja (1997-től)
- Az MTA Művelődéskutatási Bizottságának tagja (1976–1980)
- A Magyar Színházművészeti Szövetség elnökségi tagja (1959–1979)
- A Nemzetközi PEN Club tagja. A Fédération Internationale pour la Recherche Théatrale végrehajtó bizottságának tagja (1970–1976)

## Díjai és kitüntetései
- Szocialista Kultúráért Érdemérem (1955)
- A Munka Érdemrend ezüst fokozata (1977)
- Bálint Lajos-vándorgyűrű (1981)
- Április 4. Érdemérem (1985)
- Érdemes Művész (1990)